# Eloria gueneei
Eloria gueneei är en fjärilsart som beskrevs av Collenette 1950. Eloria gueneei ingår i släktet Eloria och familjen tofsspinnare. Inga underarter finns listade i Catalogue of Life.